# Međunarodno priznanje Hrvatske
Međunarodno priznanje Hrvatske je postupno uslijedilo nakon proglašenja neovisnosti Republike Hrvatske 25. lipnja 1991. Istog dana razdruživanje je proglasila i Slovenija i sljedeći dan su se novosamostalne države uzajamno priznale.
Paralelno je tekao proces razdruživanja Sovjetskog Saveza, gdje su prednjačile baltičke države i Ukrajina, koje su priznale Hrvatsku tijekom 1991., a od njih prva Litva. Te su države u to doba i same bile tek djelomično priznate.
Zemlje koje su prednjačile u diplomatskim nastojanjima za međunarodno priznanje Hrvatske, svakako su bile Sveta Stolica i Njemačka. Vatikanska diplomacija, kao prva u svijetu, još je 3. listopada 1991. godine objavila da radi na hrvatskome međunarodnom priznanju.
Od općepriznatih zemalja Hrvatsku je prvi priznao Island, 19. prosinca 1991. Island je također prvi priznao i baltičke republike: Litvu, Latviju, Estoniju.
Istog dana je Njemačka objavila priznanje koje je međutim trebalo stupiti na snagu 15. siječnja 1992. Priznanje su najavile i Italija, Švedska i Vatikan.
Vatikan je priznao Hrvatsku 13. siječnja, a San Marino 14. siječnja.
Dana 15. siječnja 1992. Hrvatsku je priznalo svih 12 tadašnjih članica Europske unije, te još i Austrija, Kanada, Bugarska, Mađarska, Poljska, Malta, Norveška i Švicarska. Sljedećeg dana uslijedilo je priznanje još zemalja, a do kraja siječnja Hrvatsku su priznale 44 države. Nadnevak 15. siječnja se obilježava kao spomendan - Dan međunarodnog priznanja Republike Hrvatske.
Rusija je Hrvatsku priznala u veljači, Japan u ožujku, SAD u travnju, a Indija u svibnju. 
Na sjednici Glavne skupštine 22. svibnja 1992. koju je vodio saudijski veleposlanik Sinan Shihabi, Hrvatska je aklamacijom primljena u članstvo Ujedinjenih naroda.
Uz Hrvatsku nove su članice postale Slovenija i Bosna i Hercegovina. 
Hrvatsko je izaslanstvo na svečanosti u Ujedinjenim narodima vodio prvi predsjednik Republike Hrvatske dr. Franjo Tuđman. Nakon svečane sjednice glavni tajnik Ujedinjenih naroda Boutros Boutros Ghali poveo je izaslanstva novoprimljenih zemalja do glavnog ulaza u zgradu Ujedinjenih naroda, gdje su na jarbole podignute hrvatska, slovenska i bosanskohercegovačka zastava. Podizanju zastave prisustvovali su mnogi diplomati i tisuće hrvatskih iseljenika.
Do 31. prosinca 1995. Hrvatsku su priznale 124 države. Hrvatska i SR Jugoslavija sklopile su Sporazum o normalizaciji odnosa, koji je uključivao uzajamno priznanje, 23. kolovoza 1996., a uspostavile su diplomatske odnose 9. rujna iste godine.

## Kronologija
Kronološki pregled priznanja Hrvatske do primanja u UN:

(članstva u međunarodnim organizacijama održavaju stanje u vrijeme priznanja Hrvatske)
|     | Država                     | Datum priznanja     | Uspostava diplomatskih odnosa | Napomena |
| --- | -------------------------- | ------------------- | ----------------------------- | --- |
| 1   | Slovenija                  | 26. lipnja 1991.    | 6. veljače 1992.              | nepriznata država                                                                                            |
| 2   | Litva                      | 30. srpnja 1991.    | 18. ožujka 1992.              | nepriznata država                                                                                            |
| 3   | Ukrajina                   | 11. prosinca 1991.  | 18. veljače 1992.             | |
| 4   | Latvija                    | 14. prosinca 1991.  | 14. veljače 1992.             | |
| 5   | Island                     | 19. prosinca 1991.  | 30. lipnja 1992.              | članica NATO                                                                                                 |
| 6   | Njemačka                   | 19. prosinca 1991.  | 15. siječnja 1992.            | članica EU, članica NATO priznala Hrvatsku 19. prosinca 1991, ali je priznanje stupilo na snagu 15. siječnja |
| 7   | Estonija                   | 31. prosinca 1991.  | 2. ožujka 1992.               | |
| 8   | Vatikan                    | 13. siječnja 1992.  | 8. veljače 1992.              | najavljeno 20. prosinca 1991.                                                                                |
| 9   | San Marino                 | 14. siječnja 1992.  | 11. veljače 1992.             | |
| 10  | Ujedinjeno Kraljevstvo     | 15. siječnja 1992.  | 24. lipnja 1992.              | članica EU, članica NATO                                                                                     |
| 11  | Italija                    | 15. siječnja 1992.  | 17. siječnja 1992             | članica EU, članica NATO                                                                                     |
| 12  | Francuska                  | 15. siječnja 1992.  | 24. travnja 1992.             | članica EU, članica NATO                                                                                     |
| 13  | Španjolska                 | 15. siječnja 1992.  | 9. ožujka 1992.               | članica EU, članica NATO                                                                                     |
| 14  | Nizozemska                 | 15. siječnja 1992.  | 11. veljače 1992.             | članica EU, članica NATO                                                                                     |
| 15  | Danska                     | 15. siječnja 1992.  | 1. veljače 1992.              | članica EU, članica NATO                                                                                     |
| 16  | Belgija                    | 15. siječnja 1992.  | 10. ožujka 1992.              | članica EU, članica NATO                                                                                     |
| 17  | Irska                      | 15. siječnja 1992.  | 27. siječnja 1995.            | članica EU                                                                                                   |
| 18  | Luksemburg                 | 15. siječnja 1992.  | 29. travnja 1992.             | članica EU, članica NATO                                                                                     |
| 19  | Portugal                   | 15. siječnja 1992.  | 3. veljače 1992.              | članica EU, članica NATO                                                                                     |
| 20  | Grčka                      | 15. siječnja 1992.  | 20. srpnja 1992.              | članica EU, članica NATO                                                                                     |
| 21  | Austrija                   | 15. siječnja 1992.  | 15. siječnja 1992.            | članica EFTA                                                                                                 |
| 22  | Bugarska                   | 15. siječnja 1992.  | 13. kolovoza 1992.            | |
| 23  | Kanada                     | 15. siječnja 1992.  | 14. travnja 1993.             | članica NATO                                                                                                 |
| 24  | Mađarska                   | 15. siječnja 1992.  | 18. siječnja 1992.            | |
| 25  | Malta                      | 15. siječnja 1992.  | 30. lipnja 1992.              | |
| 26  | Norveška                   | 15. siječnja 1992.  | 20. veljače 1992.             | članica EFTA, članica NATO                                                                                   |
| 27  | Poljska                    | 15. siječnja 1992.  | 11. travnja 1992.             | |
| 28  | Švicarska                  | 15. siječnja 1992.  | 30. siječnja 1992.            | članica EFTA                                                                                                 |
| 29  | Australija                 | 16. siječnja 1992.  | 13. veljače 1992.             | |
| 30  | Argentina                  | 16. siječnja 1992.  | 13. travnja 1992.             | |
| 31  | Čile                       | 16. siječnja 1992.  | 15. travnja 1992.             | |
| 32  | Češka                      | 16. siječnja 1992.  | 1. siječnja 1993.             | |
| 33  | Lihtenštajn                | 16. siječnja 1992.  | 4. veljače 1992.              | član EFTA |
| 34  | Novi Zeland                | 16. siječnja 1992.  | 25. veljače 1992.             | |
| 35  | Slovačka                   | 16. siječnja 1992.  | 1. siječnja 1993.             | |
| 36  | Švedska                    | 16. siječnja 1992.  | 29. siječnja 1992.            | članica EFTA                                                                                                 |
| 37  | Urugvaj                    | 16. siječnja 1992.  | 4. svibnja 1993.              | |
| 38  | Finska                     | 17. siječnja 1992.  | 19. veljače 1992.             | članica EFTA                                                                                                 |
| 39  | Rumunjska                  | 18. siječnja 1992.  | 29. kolovoza 1992.            | |
| 40  | Albanija                   | 21. siječnja 1992.  | 25. kolovoza 1992.            | |
| 41  | Bosna i Hercegovina        | 24. siječnja 1992.  | 21. srpnja 1992.              | |
| 42  | Brazil                     | 24. siječnja 1992.  | 23. prosinca 1992.            | |
| 43  | Paragvaj                   | 27. siječnja 1992.  | 13. ožujka 1992               | |
| 44  | Bolivija                   | 29. siječnja 1992.  | 26. studenoga 1992            | |
| 45  | Turska                     | 6. veljače 1992.    | 26. kolovoza 1992.            | članica NATO                                                                                                 |
| 46  | Makedonija                 | 12. veljače 1992.   | 30. ožujka 1992.              | |
| 47  | Rusija                     | 17. veljače 1992.   | 25. svibnja 1992.             | |
| 48  | Kirgistan                  | 26. veljače 1992.   | 23. prosinca 1996.            | |
| 49  | Kolumbija                  | 3. ožujka 1992.     | 25. travnja 1995.             | |
| 50  | Iran                       | 15. ožujka 1992.    | 18. travnja 1992.             | |
| 51  | Peru                       | 15. ožujka 1992.    | 12. siječnja 1993.            | |
| 52  | Japan                      | 17. ožujka 1992.    | 5. ožujka 1993.               | |
| 53  | Libija                     | 17. ožujka 1992.    | 30. ožujka 2000.              | |
| 54  | Cipar                      | 27. ožujka 1992.    | 4. veljače 1993.              | |
| 55  | Tadžikistan                | 31. ožujka 1992.    | 1. travnja 1999.              | |
| 56  | Južnoafrička Republika     | 2. travnja 1992.    | 19. studenoga 1992.           | |
| 57  | Sjedinjene Američke Države | 7. travnja 1992.    | 11. kolovoza 1992.            | članica NATO                                                                                                 |
| 58  | Republika Koreja           | 15. travnja 1992.   | 18. studenoga 1992.           | |
| 59  | Egipat                     | 16. travnja 1992.   | 1. listopada 1992.            | |
| 60  | Izrael                     | 16. travnja 1992.   | 4. rujna 1997.                | |
| 61  | Ujedinjeni Arapski Emirati | 18. travnja 1992.   | 23. lipnja 1992.              | |
| 62  | Sudan                      | 21. travnja 1992.   | 17. srpnja 1992.              | |
| 63  | Alžir                      | 24. travnja 1992.   | 15. listopada 1992.           | |
| 64  | Tunis                      | 26. travnja 1992.   | 30. siječnja 1993.            | |
| 65  | Kina                       | 27. travnja 1992.   | 13. svibnja 1992.             | |
| 66  | Maroko                     | 27. travnja 1992.   | 26. lipnja 1992.              | |
| 67  | Oman                       | 28. travnja 1992.   | 30. lipnja 1997.              | |
| 68  | Tajland                    | 2. svibnja 1992.    | 9. rujna 1992.                | |
| 69  | Filipini                   | 5. svibnja 1992.    | 25. veljače 1993.             | |
| 70  | Venezuela                  | 6. svibnja 1992.    | 8. veljače 1993.              | |
| 71  | DNR Koreja                 | 8. svibnja 1992.    | 30. studenoga 1992.           | |
| 72  | Indija                     | 11. svibnja 1992.   | 9. srpnja 1992.               | |
| 73  | Pakistan                   | 11. svibnja 1992.   | 30. srpnja 1992.              | |
| 74  | Singapur                   | 15. svibnja 1992.   | 23. studenoga 1992.           | |
| 75  | Indonezija                 | 16. svibnja 1992.   | 2. rujna 1992.                | |
| 76  | Jordan                     | 17. svibnja 1992.   | 26. lipnja 1994.              | |
| 77  | Brunej                     | 21. svibnja 1992.   | 1. svibnja 1998.              | |
| 78  | Kuba                       | 22. svibnja 1992.   | 23. rujna 1992.               | |
| 79  | Jemen                      | 22. svibnja 1992.   | 17. siječnja 1993.            | |
| 80  | Gana                       | 22. svibnja 1992.   | 17. veljače 1993.             | |
| 81  | Kenija                     | 22. svibnja 1992.   | 1. prosinca 2004.             | |
| 82  | Moldavija                  | 25. svibnja 1992.   | 20. srpnja 1992.              | |
| 83  | Meksiko                    | 26. svibnja 1992.   | 6. prosinca 1992.             | |
| 84  | Šri Lanka                  | 27. svibnja 1992.   | 14. veljače 1997.             | |
| 85  | Panama                     | 28. svibnja 1992.   | 12. lipnja 1996.              | |
| 86  | Zambija                    | 1. lipnja 1992.     | 20. rujna 1995.               | |
| 87  | Mauretanija                | 4. lipnja 1992.     | 24. studenoga 2004.           | |
| 88  | Zelenortska Republika      | 18. lipnja 1992.    | 19. kolovoza 1994.            | |
| 89  | Libanon                    | 7. srpnja 1992.     | 5. prosinca 1994.             | |
| 90  | Kazahstan                  | 10. kolovoza 1992.  | 20. listopada 1992.           | |
| 91  | Jamajka                    | 14. kolovoza 1992.  | 9. listopada 1996.            | |
| 92  | Bjelorusija                | 2. rujna 1992.      | 25. rujna 1992.               | |
| 93  | Burkina Faso               | 7. listopada 1992.  | 18. svibnja 1995.             | |
| 94  | Etiopija                   | 6. studenoga 1992.  | 17. listopada 1995.           | |
| 95  | Tanzanija                  | 13. studenoga 1992. | 2. srpnja 1993.               | |
| 96  | Mongolija                  | 19. studenoga 1992. | 10. ožujka 1993.              | |
| 97  | Katar                      | 5. prosinca 1992.   | 5. prosinca 1992.             | |
| 98  | Nigerija                   | 21. prosinca 1992.  | 7. siječnja 1993.             | |
| 99  | Gvatemala                  | 22. prosinca 1992.  | 22. prosinca 1992.            | |
| 100 | Gruzija                    | 13. siječnja 1993.  | 1. veljače 1993.              | |
| 101 | Bahrein                    | 18. siječnja 1993.  | 18. siječnja 1993.            | |
| 102 | Samoa                      | 8. ožujka 1994.     | 8. ožujka 1994.               | |
| 103 | Vijetnam                   | 5. svibnja 1994.    | 1. srpnja 1994.               | |
| 104 | Armenija                   | 21. lipnja 1994.    | 8. srpnja 1996.               | |
| 105 | Saudijska Arabija          | 22. kolovoza 1994.  | 8. lipnja 1995.               | |
| 106 | Sveti Vincent i Grenadini  | 7. listopada 1994.  | 7. listopada 1994.            | |
| 107 | Kuvajt                     | 8. listopada 1994.  | 8. listopada 1994.            | |
| 108 | Uzbekistan                 | 6. veljače 1995.    | 6. veljače 1995.              | |
| 109 | Andora                     | 28. travnja 1995.   | 28. travnja 1995.             | |
| 110 | Kostarika                  | 19. listopada 1995. | 19. listopada 1995.           | |
| 111 | Belize                     | 23. siječnja 1996.  | 23. siječnja 1996.            | |
| 112 | Ekvador                    | 22. veljače 1996.   | 22. veljače 1996.             | |
| 113 | Nikaragva                  | 29. ožujka 1996.    | 29. ožujka 1996.              | |
| 114 | Srbija                     | 23. kolovoza 1996.  | 9. rujna 1996.                | tadašnja SR Jugoslavija                                                                                      |
| 115 | Crna Gora                  | 12. lipnja 2006.    | 7. srpnja 2006.               | |
| 116 | Kosovo                     | 19. ožujka 2008.    | 30. lipnja 2008.              | |
| 117 | Malezija                   |                     | 4. svibnja 1992.              | |
| 118 | Sveti Toma i Princip       |                     | 23. svibnja 1993.             | |
| 119 | Angola                     |                     | 16. studenoga 1994.           | |
| 120 | Azerbajdžan                |                     | 26. siječnja 1995.            | |
| 121 | Obala Bjelokosti           |                     | 17. listopada 1995.           | |
| 122 | Gvineja                    |                     | 19. listopada 1995.           | |
| 123 | Afganistan                 |                     | 3. siječnja 1996.             | |
| 124 | Laos                       |                     | 4. ožujka 1996.               | |
| 125 | Turkmenistan               |                     | 2. srpnja 1996.               | |
| 126 | Mozambik                   |                     | 23. kolovoza 1996.            | |
| 127 | Kambodža                   |                     | 10. rujna 1996.               | |
| 128 | Maldivi                    |                     | 8. travnja 1997.              | |
| 129 | Barbados                   |                     | 11. srpnja 1997.              | |
| 130 | Fidži                      |                     | 14. srpnja 1997.              | |
| 131 | Salvador                   |                     | 24. srpnja 1997.              | |
| 132 | Sirija                     |                     | 29. kolovoza 1997.            | |
| 133 | Mauricijus                 |                     | 3. rujna 1997.                | |
| 134 | Sejšeli                    |                     | 30. rujna 1997.               | |
| 135 | Senegal                    |                     | 1. listopada 1997.            | |
| 136 | Papua Nova Gvineja         |                     | 5. prosinca 1997.             | |
| 137 | Gvineja                    |                     | 8. prosinca 1997.             | |
| 138 | Sveta Lucija               |                     | 10. prosinca 1997.            | |
| 139 | Surinam                    |                     | 17. prosinca 1997.            | |
| 140 | Bangladeš                  |                     | 18. prosinca 1997.            | |
| 141 | Nepal                      |                     | 6. veljače 1998.              | |
| 142 | Namibija                   |                     | 22. lipnja 1998.              | |
| 143 | Gambija                    |                     | 16. listopada 1998.           | |
| 144 | Lesoto                     |                     | 6. studenoga 1998.            | |
| 145 | Malavi                     |                     | 13. studenoga 1998.           | |
| 146 | Zimbabve                   |                     | 12. veljače 1999.             | |
| 147 | Uganda                     |                     | 19. ožujka 1999.              | |
| 148 | Eritreja                   |                     | 4. lipnja 1999.               | |
| 149 | Antigva i Barbuda          |                     | 15. lipnja 1999.              | |
| 150 | Komori                     |                     | 29. lipnja 1999.              | |
| 151 | Mjanmar                    |                     | 3. rujna 1999.                | |
| 152 | Čad                        |                     | 17. rujna 1999.               | |
| 153 | Honduras                   |                     | 20. rujna 1999.               | |
| 154 | Mikronezija                |                     | 29. rujna 1999.               | |
| 155 | Haiti                      |                     | 15. listopada 1999.           | |
| 156 | Vanuatu                    |                     | 18. travnja 2000.             | |
| 157 | Grenada                    |                     | 19. svibnja 2000.             | |
| 158 | Nauru                      |                     | 4. prosinca 2000.             | |
| 159 | Dominikanska Republika     |                     | 5. veljače 2001.              | |
| 160 | Benin                      |                     | 26. ožujka 2001.              | |
| 161 | Mali                       |                     | 13. rujna 2001.               | |
| 162 | Gabon                      |                     | 22. listopada 2001.           | |
| 163 | Kamerun                    |                     | 18. listopada 2002.           | |
| 164 | Istočni Timor              |                     | 5. veljače 2003.              | |
| 165 | Gvajana                    |                     | 25. veljače 2003.             | |
| 166 | Sijera Leone               |                     | 23. srpnja 2003.              | |
| 167 | Irak                       |                     | 4. siječnja 2005.             | |
| 168 | Bocvana                    |                     | 9. rujna 2005.                | |
| 169 | Madagaskar                 |                     | 27. rujna 2006.               | |
| 170 | Republika Kongo            |                     | 10. svibnja 2007.             | |
| 171 | Ekvatorska Gvineja         |                     | 18. listopada 2007.           | |
| 172 | DR Kongo                   |                     | 19. listopada 2007.           | |
| 173 | Monako                     |                     | 14. prosinca 2007.            | |
| 174 | Trinidad i Tobago          |                     | 14. prosinca 2011.            | |
| 175 | Solomonski Otoci           |                     | 18. travnja 2012.             | |
| 176 | Dominika                   |                     | 30. travnja 2013.             | |
| 177 | Palau                      |                     | 26. rujna 2015.               | |
| 178 | Sveti Kristofor i Nevis    |                     | 27. svibnja 2016.             | |
| 179 | Kiribati                   |                     | 26. kolovoza 2016.            | |
| 180 | Bahami                     |                     | 31. siječnja 2017.            | |
| 181 | Džibuti                    |                     | 22. svibnja 2017.             | |
| 182 | Ruanda                     |                     | 15. veljače 2018.             | |
| 183 | Esvatini                   |                     | 5. travnja 2019.              | |
| 184 | Maršalovi Otoci            |                     | 24. rujna 2019.               | |
| 185 | Tuvalu                     |                     | 2. studenoga 2020.            | |
| 186 | Burundi                    |                     | 14. svibnja 2021.             | |
| 187 | Južni Sudan                |                     | 16. studenoga 2021.           | |
| 188 | Somalija                   |                     | 4. veljače 2022.              | |
| 189 | Srednjoafrička Republika   |                     | 18. rujna 2023.               | |
| 190 | Togo                       |                     | 18. rujna 2023.               | |
| 191 | Liberija                   |                     | 26. rujna 2024.               | |

██ Hrvatska
██ Zemlje koje su priznale Hrvatsku
██ Zemlje koje nisu priznale Hrvatsku

## Države koje nisu priznale Hrvatsku
Tri države još nisu službeno priznale Hrvatsku, niti su s Hrvatskom uspostavile diplomatske odnose. To su Butan, Niger i Tonga.

## Vanjske poveznice
- Hrvatski memorijalno-dokumentacijski centar Domovinskog rata, Kronologija 1991[neaktivna poveznica]
- Hrvatski memorijalno-dokumentacijski centar Domovinskog rata, Kronologija 1992  Arhivirana inačica izvorne stranice od 4. ožujka 2016. (Wayback Machine)
- Datumi priznanja i uspostave diplomatskih odnosa, stranica Ministarstva vanjskih i europskih poslova Republike Hrvatske